# Palicourea weberbaueri
Palicourea weberbaueri är en måreväxtart som beskrevs av Kurt Krause. Palicourea weberbaueri ingår i släktet Palicourea och familjen måreväxter. Inga underarter finns listade i Catalogue of Life.